# Jānis Leitis
Jānis Leitis (ur. 13 kwietnia 1989 w Rydze) – łotewski lekkoatleta specjalizujący się w biegach średniodystansowych oraz w skoku w dal. Uczestnik igrzysk olimpijskich w 2012 roku. 

## Życiorys
W 2009 roku podczas młodzieżowych mistrzostw Europy zwyciężył w rywalizacji w skoku w dal, osiągając rezultat 7,90 m. Trzykrotnie brał udział w seniorskich mistrzostwach Europy, lecz nie osiągał dobrych rezultatów. 
Wziął udział w biegu na 400 metrów podczas igrzysk olimpijskich w Londynie. W eliminacjach w swojej grupie kwalifikacyjnej zajął 5. miejsce (z czasem 46,41) i odpadł z dalszej rywalizacji. 